# Mepraia spinolai
Mepraia spinolai es una especie de insecto de la subfamilia Triatominae, dentro de la familia de las chinches asesinas (Reduviidae).
Esta especie es endémica de Chile, encontrándose entre y bajo rocas de las costas áridas y semiáridas de Chile entre los paralelos 26° y 34° de latitud Sur, y hasta altura de 3000 m s. n. m.; así como en la isla de Pan de Azúcar.
Es una especie de hábitos diurnos, y hematófaga de importancia médica debido a que son capaces de picar a humanos y transmitirles varias enfermedades, entre ellas la enfermedad de Chagas.